# Gastrula

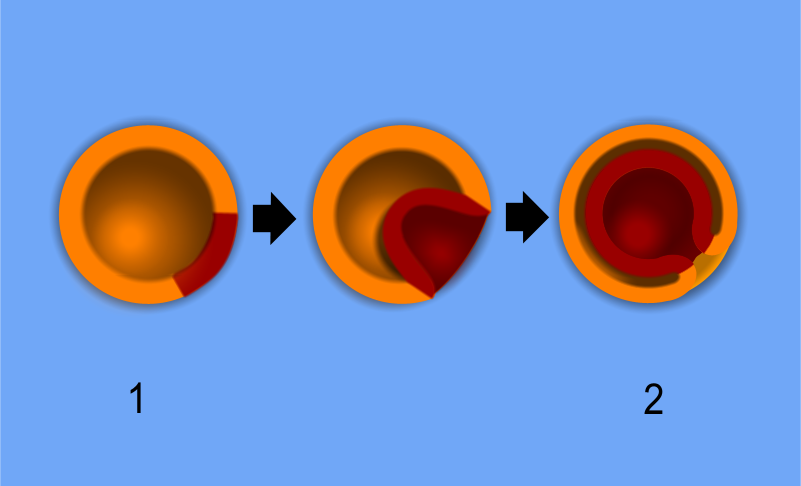
Typizované schéma procesu gastrulace; probíhá v této podobě například u ostnokožců – mořské ježovky a podobně

Gastrula je jedno ze stádií embryonálního vývoje, kterým prochází vyvíjející se oplozené vajíčko. Vytváří se z blastuly (resp. z blastocysty) procesem nazývaným gastrulace. Gastrula má již dvě vrstvy buněk a obsahuje dutinu (tzv. prvostřevo), která se otvírá do okolního světa otvorem zvaným blastoporus. Vrstvy gastruly se postupně transformují v tzv. zárodečné listy – entoderm, ektoderm a mezoderm. Stadium následující po gastrule se u strunatců někdy nazývá neurula.
Zatímco před gastrulací je zárodek závislý na mateřských mRNA, během ní je již schopen vlastní transkripce.

## Gastrulace
Během gastrulace se buňky na jednom konci kulovité blastuly začnou pohybovat směrem dovnitř dutiny, čímž vytváří jakýsi polokulovitý dutý útvar. Migrující buňky posléze téměř přilnou k těm na opačné straně a v místě, kde zprvu začala gastrulace, jsou teď prvotní ústa (tedy budoucí ústa prvoústých). Gastrulace však probíhá u různých organizmů různě a zrovna způsob gastrulace u člověka je poměrně specifický.
Závisí totiž na typu blastuly, z níž gastrula vzniká. Z coeloblastuly vzniká coelogastrula přibližně tak, jak bylo právě popsáno. Jiná situace nastává u blastul, které obsahují velké množství žloutku nebo například vůbec nejsou duté. V takových případech se uplatňují složitější procesy, při nichž se určitá populace buněk začne množit a prorůstat určitým směrem.
Obecně existuje asi pět základních mechanismů, díky nimž dochází ke gastrulaci:
- invaginace – vchlipování určité skupiny buněk, podobně jako se promačkává propíchnutý míč
- involuce – zavinutí vnější vrstvy buněk tak, že zcela překryje vnitřní povrch této vrstvy buněk
- ingrese – migrace jednotlivých buněk z povrchové do hlubší vrstvy
- delaminace – rozdělení jedné vrstvy buněk do dvou víceméně paralelních
- epibolie – vnější epiteliální vrstva zvnějšku přeroste a překryje budoucí entoderm

## Průběh u člověka
Gastrulace je u člověka složitý proces, v němž se uplatňuje buněčná migrace, výběrové dělení některých skupin buněk a další mechanismy. Před gastrulací vypadá zárodečný terčík lidského embrya jako placička tvořená pouhými dvěma vrstvami (hypoblastem a epiblastem). Z jedné strany přiléhá zárodečný terčík k amniové dutině, z druhé strany se nachází žloutkový vak. Na počátku gastrulace se ale epiblastické buňky začnou soustřeďovat v centrální části epiblastu a vytvoří zde tzv. primitivní proužek. Následně některé buňky epiblastu získávají lahvovitý tvar a prochází tzv. primitivní brázdičkou, což je podélný otvor v primitivním proužku. Ty buňky, které projdou, vytvoří (v prostoru mezi epiblastem a hypoblastem) základ pro endoderm a mezoderm (resp. mezenchym). Ty buňky, které neprojdou a zůstanou v epiblastu, se nadále označují jako ektoderm. Je vidět, že všechny tři zárodečné listy vznikají z epiblastu a nikoliv z hypoblastu – ten je totiž zatlačen migrujícími epiblastickými buňkami, které vytváří intraembryonální endoderm.
Viz také obrázek Archivováno 10. 6. 2020 na Wayback Machine.